# Nathalie Lancien
Nathalie Lancien (n. 7 martie 1970, Paimpol, Bretagne, Franța) este o ciclistă franceză, medaliată olimpică. A participat la o ediție a Jocurilor Olimpice (1996) în care a câștigat o medalie de aur.

## Participări
Lista de mai jos prezintă principalele competiții la care a participat Nathalie Lancien de-a lungul carierei.
- cycling at the 1996 Summer Olympics – women's points race[*]